# Burschtyn
Burschtyn (ukrainisch Бурштин; russisch Бурштын, polnisch Bursztyn) ist eine Stadt in der Oblast Iwano-Frankiwsk (Ukraine) mit 14.700 Einwohnern (Stand 8. November 2023).

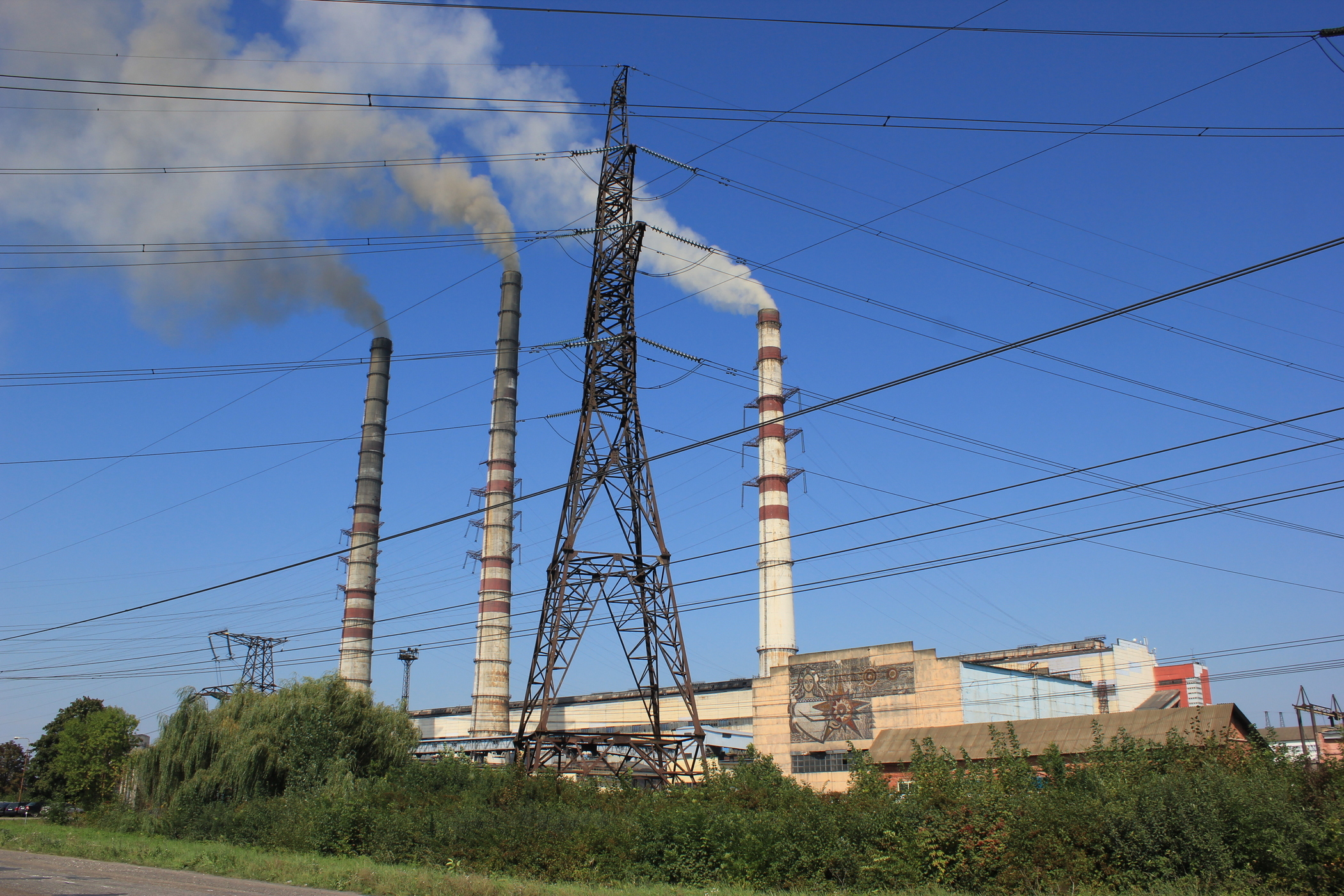
Das Kohlekraftwerk Burschtyn

## Geschichte
Die Stadt, deren Name Bernstein bedeutet, wurde 1554 zum ersten Mal schriftlich erwähnt und gehörte damals zu Polen-Litauen. 1772 kam sie unter österreichische Herrschaft innerhalb Galiziens und war von 1850 bis 1867 Sitz einer Bezirkshauptmannschaft, danach war es Sitz eines Bezirksgerichts im Bezirk Rohatyn. Nach dem Ende des Ersten Weltkrieges 1918 wurde sie wieder ein Teil Polens, wurde im Zweiten Weltkrieg 1939 erst von der Sowjetunion und 1941 von Deutschland besetzt. Nach dem Ende des Krieges verblieb der Ort bei der Sowjetunion innerhalb der Ukrainischen SSR. Während der Sowjetzeit wuchs die Stadt schnell. Bereits 1940 wurde der Ort als Siedlung städtischen Typs Hauptort des Rajons Burschtyn und verblieb dies bis zu dessen Auflösung 1962. Seit 1991 ist er ein Teil der unabhängigen Ukraine und erhielt am 26. November 1993 den Stadtstatus verliehen
. Sie war bis Juni 2020 direkt der Oblastverwaltung unterstellt (bis zum 11. März 2014 im Rajon Halytsch) und hat einen Bahnanschluss.
Am 12. Juni 2020 wurde die Stadt zusammen mit 18 umliegenden Dörfern zum Zentrum der neugegründeten Stadtgemeinde Burschtyn (Бурштинська міська громада/Burschtynska miska hromada) im Rajon Iwano-Frankiwsk, bis dahin bildete sie zusammen mit dem Dorf Wyhiwka (Вигівка) die Stadtratsgemeinde Burschtyn (Бурштинська міська рада/Burschtynska silska rada) welche direkt der Oblastverwaltung der Oblast Iwano-Frankiwsk unterstellt war.
Folgende Orte sind neben dem Hauptort Burschtyn Teil der Gemeinde:
| Name                     | Name            | Name                              | Name           |
| ukrainisch transkribiert | ukrainisch      | russisch                          | polnisch       |
| ------------------------ | --------------- | --------------------------------- | -------------- |
| Bowschiw                 | Бовшів          | Бовшев (Bowschew)                 | Bouszów        |
| Demjaniw                 | Дем'янів        | Демьянов (Demjanow)               | Demianów       |
| Dibrowa                  | Діброва         | Диброва (Dibrowa)                 | Sarnki Średnie |
| Junaschkiw               | Юнашків         | Юнашков (Junaschkow)              | Junaszków      |
| Korostowytschi           | Коростовичі     | Коростовичи (Korostowitschi)      | Korostowice    |
| Kunytschi                | Куничі          | Куничи (Kunitschi)                | Kunicze        |
| Kuropatnyky              | Куропатники     | Куропатники (Kuropatniki)         | Kuropatniki    |
| Nastaschyne              | Насташине       | Насташино (Nastaschino)           | Nastaszczyn    |
| Nowyj Martyniw           | Новий Мартинів  | Новый Мартынов (Nowy Martynow)    | Martynów Nowy  |
| Oserjany                 | Озеряни         | Озеряны                           | Jezierzany     |
| Risdwjany                | Різдвяни        | Риздвяны                          | Ruzdwiany      |
| Sadnistrjanske           | Задністрянське  | Заднестрянское (Sadnestrjanskoje) | -              |
| Salywky                  | Заливки         | Заливки (Saliwki)                 | Zaliwki        |
| Sarnyky                  | Сарники         | Сарники (Sarniki)                 | Sarnki Górne   |
| Sloboda                  | Слобода         | Слобода                           | Stasiowa Wola  |
| Staryj Martyniw          | Старий Мартинів | Старый Мартынов (Stary Martynow)  | Martynów Stary |
| Tenetnyky                | Тенетники       | Тенетники (Tenetniki)             | Tenetniki      |
| Wyhiwka                  | Вигівка         | Выговка (Wygowka)                 | Wyhówka        |

## Wirtschaft und Infrastruktur
Besonderes Kennzeichen ist das Kohlekraftwerk Burschtynskyj TES, das sich neben einem künstlich aufgestauten See von etwa 8 Kilometern Länge und etwa 2 Kilometern Breite befindet.
In unmittelbarer Nähe des Sees befindet sich nahe der Ortschaft Bilschinzi ebenfalls eine große Fischfarm.
In der Stadt ist mit dem College of Trade and Economics ein Standort der Kiewer Nationalen Universität für Handel und Wirtschaft.
Bekannt ist der Fußballverein Energetyk.

## Persönlichkeiten
- Adam Miłaszewski (1827–1893), polnischer Theaterleiter, Regisseur und Schauspieler
- Mika Newton (* 1986), ukrainische Sängerin
- Karol Tichy (1871–1939), polnischer Maler
- Debora Vogel (1900–1942), polnische Schriftstellerin und Philosophin